# Mammillaria wiesingeri

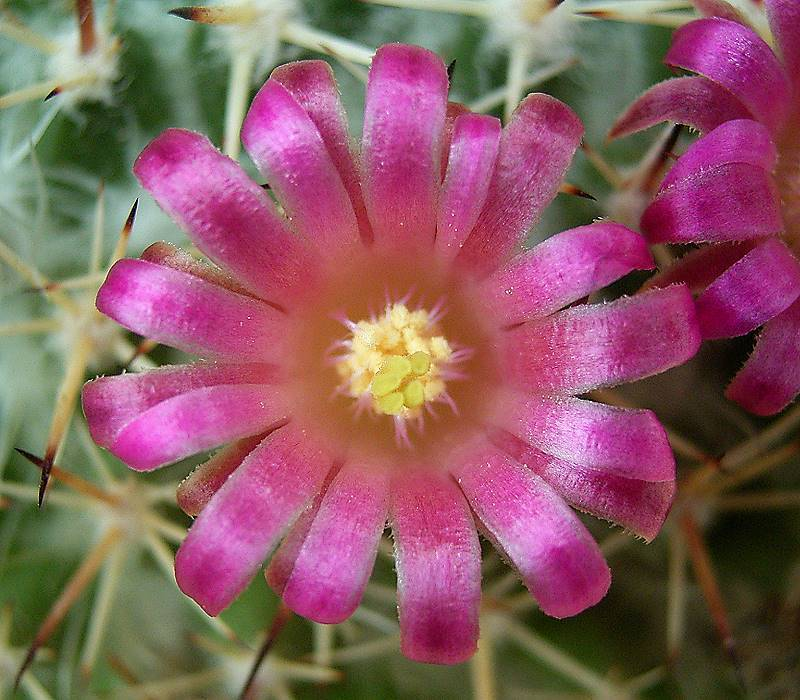
Mammillaria wiesingeri subsp. apamensis (Blüte)

Mammillaria wiesingeri ist eine Pflanzenart aus der Gattung Mammillaria in der Familie der Kakteengewächse (Cactaceae). Das Artepitheton ehrt den deutschen Kakteensammler Wiesinger aus Waldshut in Bayern, der zugleich auch der Entdecker der Art ist.

## Beschreibung
Mammillaria wiesingeri wächst einzeln mit niedergedrückten Trieben, die kugelig und trübgrün sind. Sie werden bis zu 4 Zentimeter hoch und 8 Zentimeter im Durchmesser groß und haben dicke Wurzeln. Die schlanken Warzen sind pyramidal geformt. Sie sind schwach kantig, etwas schlaff und ohne Milchsaft. Die Axillen sind nackt oder weisen gelegentlich Borsten auf. Die bis zu 4 Mitteldornen, selten auch 5 bis 6, sind rötlich braun und bis zu 6 Millimeter lang. Die 13 bis 20 Randdornen sind sehr dünn, nadelig, glasig weiß und 5 bis 6 Millimeter lang.
Die klar karminroten Blüten messen 1 Zentimeter in Länge und Durchmesser. Die schlanken, keulig geformten Früchte sind karminrot. Sie werden bis zu 1 Zentimeter lang und enthalten braune Samen.

## Verbreitung, Systematik und Gefährdung
Mammillaria wiesingeri ist in den mexikanischen Bundesstaaten Hidalgo und Mexiko verbreitet.
Die Erstbeschreibung erfolgte 1933 durch Friedrich Bödeker.
Es werden folgende Unterarten unterschieden:
- Mammillaria wiesingeri subsp. wiesingeri:
Die Nominatform hat 4 Mitteldornen oder mehr und 18 bis 20 Randdornen.
- Mammillaria wiesingeri subsp. apamensis (Repp.) D.R.Hunt:
Die Erstbeschreibung erfolgte 1987 als Mammillaria apamensis durch Werner Reppenhagen.[3] David Richard Hunt stellte die Art 1997 als Unterart zu Mammillaria wiesingeri.[4] Die Unterart hat nur 1 bis 2 Mitteldornen und 13 bis 16 Randdornen.

In der Roten Liste gefährdeter Arten der IUCN wird die Art als „Data Deficient (DD)“, d. h. mit keinen ausreichenden Daten geführt.

## Nachweise